# Mary Crosby
Mary Frances Crosby (Los Angeles, 14 september 1959), is een Amerikaanse actrice.

## Familie
Crosby werd geboren in Los Angeles als dochter van Bing Crosby en Kathryn Grant, en is tante van Denise Crosby. Zij is in het verleden getrouwd geweest en scheidde later van hem, in 1988 is zij opnieuw getrouwd waaruit zij twee kinderen kreeg (2000 en 2002).  

## Biografie
Crosby is op vijftienjarige leeftijd geslaagd op de highschool, en ging toen ze zestien was naar de Universiteit van Texas in Austin, maar ging hier weg voordat ze haar diploma kon halen. Ze heeft ook gestudeerd op het American Conservatory Theatre.
Crosby begon in 1967 met acteren in de televisieserie The Danny Thomas Hour. Hierna heeft ze in nog meerdere televisieseries en films gespeeld, maar ze is vooral bekend als Kristin Shepard, die J.R. neerschoot in de televisieserie Dallas (1979-1980 en 1991). Verder heeft ze een rol gehad in Brothers and Sisters (1979), The Love Boat (1982-1986), North and South (1986), Beverly Hills, 90210 (1995-1996) en The Legend of Zorro (2005).
Crosby is tweetalig: ze spreekt Engels en Spaans.

## Filmografie

### Films
- 2014 The M Word - als tante Rita Stephenson
- 2012 Just 45 Minutes from Broadway – als Sharon Cooper
- 2010 Queen of the Lot – als Frances Lambert Sapir
- 2005 The Legend of Zorro – als vrouw van Gouverneur
- 1998 The Night Caller – als Nikki Rogers
- 1994 Men Who Hate Women & the Women Who Love Them – als Jennifer
- 1993 Distant Cousins – als Marcie
- 1992 The Berlin Conspiracy – als Ursula Schneider
- 1991 Crack Me Up – als Stacey
- 1990 Eating – als Kate
- 1990 Corporate Affairs – als Jessica Pierce
- 1990 Body Chemistry – als Marlee Redding
- 1989 Deadly Innocents – als Beth en Cathy
- 1989 Quicker Than the Eye – als Mary Preston
- 1988 Tapeheads – als Samantha Gregory
- 1987 Johann Strauss – Der Köning ohne Krone – als Adele
- 1986 Stagecoach – als Lucy Mallory
- 1986 Crazy Dan – als Bonnie
- 1985 Final Jeopardy – als Susan Campbell
- 1984 The Ice Pirates – als prinses Karina
- 1983 Last Plane Out – als Elizabeth Rush
- 1983 Confessions of a Married Man – als Ellen
- 1981 Golden Gate – als Natalie Kingsley
- 1981 Midnight Lace – als Cathy Preston
- 1978 A Guide for the Married Woman – als Eloise
- 1978 With This Ring – als Lisa Harris
- 1970 Goldilocks and the Three Bears – als ??

### Televisieseries
Uitgezonderd eenmalige gastrollen.
- 1995 – 1996 Beverly Hills, 90210 – als Claudia Van Eyck – 3 afl.
- 1979 – 1991 Dallas – als Kristin Shepard – 28 afl.
- 1987 The New Adventures of Beans Baxter – als professor Vankleef – 2 afl.
- 1986 North and South – als Isabel Hazard – 6 afl.
- 1985 Hollywood Wives – als Karen Lancaster – miniserie
- 1982 The Love Boat – als Megan Lewis – 2 afl.
- 1981 Dick Turpin – als Jane Harding – 5 afl.
- 1979 Brothers and Sisters – als Suzy Cooper – 12 afl.
- 1978 Pearl – als Patricia North – 3 afl.

- Bibliothèque nationale de France: cb141674467 (data)
- Gemeinsame Normdatei: 1097245470
- International Standard Name Identifier: 0000 0001 1482 9192
- Library of Congress Control Number: nr2005017873
- SNAC: w63b75pw
- Virtual International Authority File: 162953569
- WorldCat: E39PBJm99VbJfWKfxqKdxTYXVC